# Pachyphysis ozarkana
Pachyphysis ozarkana är en lavart som beskrevs av R.C. Harris & Ladd 2007. Pachyphysis ozarkana ingår i släktet Pachyphysis och familjen Porpidiaceae.   Inga underarter finns listade i Catalogue of Life.